# ハウス・オブ・VHS
『ハウス・オブ・VHS』（原題：House of VHS）は、2016年のフランスのホラー映画。

## あらすじ
田舎町にある屋敷を訪れた6人のパリから来た学生。その屋敷は、電気と水道が通っておらず、廃墟となっており、テクノロジーを使わない生活を1週間楽しむことにした。ある日、屋根裏部屋で古いVHSビデオデッキと大量のVHSテープを発見する。

## スタッフ
- 監督・脚本：ゴーティエ・カズナーヴ
- 製作：ゴーティエ・カズナーヴ、ジャン・ノエル・ジョルジェル
- 音楽：マシュー・ユブラン
- 撮影：フランソワ・ルーモン
- 編集：ゴーティエ・カズナーヴ、ブライス・ゴティエ、マシュー・ニエト
- 衣装：リュシー・ペイロネット
- 撮影助手・グレーディング：ヨアン・モレル
- 画コンテ：リュシー・カズナーヴ
- 視覚効果：トマ・ガイガー

## キャスト
- オーストラリア人：イーウェン・ブルーメンシュタイン
- フランス人：モーガン・ラモルテ
- イタリア人：フローリー・オークレール・ヴィアレンス
- イギリス人：イザベル・マッキャン
- ベルギー人：デルフィン・ラニエル
- アメリカ人：ピエトゥル・オスカル・シーグルドソン

## 劇中で使用されている映画
- 宇宙大戦争 サンタvs.火星人
- 幻の惑星
- 惨殺の古城
- ジェシー・ジェームズとフランケンシュタインの娘
- インベージョン・オブ・ザ・ビー・ガールズ
- 金星怪獣の襲撃　新・原始惑星への旅
- 変態殺人犯!!鉄の爪野郎
- Curse of Bigfoot
- ブルーマン 魂の彷徨
- 死なない頭脳